# Aphelinoidea bischoffi
Aphelinoidea bischoffi är en stekelart som först beskrevs av Novicky 1946.  Aphelinoidea bischoffi ingår i släktet Aphelinoidea och familjen hårstrimsteklar. Inga underarter finns listade i Catalogue of Life.